# Хоффман, Ноа
Ноа Хоффман (англ. Noah Hoffman; род. 1 августа 1989 года, Эвергрин) — американский лыжник, участник Олимпийских игр в Сочи. Специализируется в дистанционных гонках.
В Кубке мира Хоффман дебютировал 17 января 2009 года, в декабре 2012 года первый раз попал в десятку лучших на этапе Кубка мира. Всего на сегодняшний день имеет на своём счету 3 попадания в десятку лучших на этапах Кубка мира, 2 в личных и 1 в командных гонках. Лучшим достижением Хоффмана в общем итоговом зачёте Кубка мира является 48-е место в сезоне 2012-13.
На Олимпийских играх 2014 года в Сочи стартовал в четырёх гонках: 15 км классическим стилем — 31-е место, скиатлон — 35-е место, эстафета — 11-е место и масс-старт на 50 км — 26-е место.
За свою карьеру принимал участие в двух чемпионатах мира, лучший результат 10-е место в эстафете на чемпионате мира 2013 года, а в личных гонках 15-е место в гонке на 15 км свободным стилем на том же чемпионате.
Использует лыжи производства фирмы Madshus.